# Nadia Fares Anliker
Ne doit pas être confondu avec Nadia Farès.
Pour les articles homonymes, voir Farès.
Nadia Fares Anliker ou simplement Nadia Fares, née le 18 septembre 1962 à Berne, est une réalisatrice égypto-suisse.

## Biographie
Elle naît à Berne en Suisse d'un père égyptien et d'une mère suisse. Elle étudie à l'université de New York entre 1987 et 1995.
Elle réalise une série de courts métrages pour la Télévision suisse romande au milieu des années 1980 et assiste des réalisateurs comme Krzysztof Kieślowski. Durant ses études, elle remporte un prix de la Fondation Stanley Thomas Johnson pour son court métrage Sugarblues sorti en 1991.

## Filmographie
- 1986 : Magic Binoculars (court métrage)
- 1986 : Letters from New York (court métrage)
- 1987 : Projections on Sundays (court métrage)
- 1987 : Semi-Sweet (court métrage)
- 1988 : Charlotte's Empire (court métrage)
- 1988 : 1001 American Nights (court métrage)
- 1990 : Sugarblues (court métrage)
- 1992 : D'amour et d'eau fraîche (court métrage)
- 1993 : Made in Love (court métrage)
- 1995 : Portrait d'une femme séropositive (court métrage)
- 1995 : Lorsque mon heure viendra (court métrage)
- 1996 : Miel et Cendres (long métrage)
- 2003 : Anomalies passagères (téléfilm)